# Armadillidium sordidum
Armadillidium sordidum är en kräftdjursart som beskrevs av Dollfus 1887. Armadillidium sordidum ingår i släktet Armadillidium och familjen klotgråsuggor. Inga underarter finns listade i Catalogue of Life.